# Linia kolejowa Gołdap – Gołdap Stadion
Linia kolejowa Gołdap – Gołdap Stadion – zlikwidowana normalnotorowa linia kolejowa łącząca stację Gołdap ze stacją Gołdap Stadion.

## Historia
Linia została otwarta 19 maja 1941. Rozstaw szyn wynosił 1435 mm, a jej długość 3,5 kilometra.